# Великосевериновская сельская община
Великосевериновская сельская община (укр. Великосеверинівська сільська громада) — территориальная община в Кропивницком районе Кировоградской области Украины.
Административный центр — село Великая Северинка.
Население составляет 6541 человек. Площадь — 221,2 км².
Община создана 12 июня 2020 года, путём объединения территорий Великосевериновского, Высокобайракского, Оситняжского и Созоновского сельских советов Кропивницкого района.

## Населённые пункты
В состав общины входит 11 сёл:
- Великая Северинка
  - Кандаурово
  - Лозоватка
  - Подгайцы
- Высокобайракский старостинский округ:
  - Андросово
  - Высокие Байраки
  - Рожнятовка
  - Червоный Кут
- Оситняжский старостинский округ:
  - Оситняжка
  - Петрово
- Созоновский старостинский округ:
  - Созоновка